# Edgar Valencia
Édgar Everaldo Valencia Bobadilla (31 marzo 1971) è un ex calciatore guatemalteco, di ruolo centrocampista.

## Caratteristiche tecniche
Centrocampista di destra, poteva essere schierato anche come ala destra.

## Carriera

### Club
Ha cominciato a giocare nel Galcasa. Nel 1993 è passato al CSD Municipal. Nel 1996 è stato acquistato dal Comunicaciones. Nel 2004 ha giocato nell'Heredia. Nel gennaio 2005 si è trasferito all'Antigua GFC. Nell'estate 2005 è passato al Suchitepéquez. Nel gennaio 2006 è tornato all'Antigua GFC. Nel 2007 è stato acquistato dal Deportivo Mixco, con cui ha concluso la propria carriera nel 2008.

### Nazionale
Ha debuttato in Nazionale nel 1991. Ha partecipato, con la Nazionale, alla CONCACAF Gold Cup 1991, alla CONCACAF Gold Cup 1996, alla CONCACAF Gold Cup 1998 e alla CONCACAF Gold Cup 2003.

## Palmarès

### Club

#### Competizioni nazionali
- Campionato guatemalteco di calcio: 7

CSD Municipal: 1993-1994
Comunicaciones: 1996-1997, 1997-1998, 1998-1999, 1999-2000, 2000-2001, 2002-2003
- Coppa del Guatemala: 2

CSD Municipal: 1994-1995, 1995-1996